# Luca de Meo
Luca de Meo (Milán, 13 de junio de 1967) es un empresario italiano que trabaja como consejero delegado del Grupo Kering, anteriormente trabajó como consejero delegado de Groupe Renault desde 2020 hasta 2025. Anteriormente fue presidente de SEAT desde noviembre de 2015 hasta enero de 2020. Durante su mandato, ocupó la presidencia del Consejo de Administración de Cupra, formó parte de la junta directiva de SEAT Metropolis Lab Barcelona y fue administrador de XMOBA. También presidió el Consejo de Administración de Volkswagen Group España Distribución y fue el máximo representante del Grupo Volkswagen en España.
Luca de Meo es licenciado en Administración de Empresas por la Università Commerciale Luigi Bocconi de Milán. Su tesis de final de carrera trató sobre la ética en la empresa y fue la primera disertación sobre este tema en Italia. En 2017 fue nombrado Alumno del Año de Bocconi por representar los valores de esta universidad como son la profesionalidad, a iniciativa, la integridad, la responsabilidad y la apertura al pluralismo.

## Historia
De Meo cuenta con más de 25 años de experiencia en el sector del automóvil. Inició su carrera en Renault, antes de incorporarse a Toyota Europa y, a continuación, al Grupo Fiat, donde dirigió las marcas Lancia, Fiat y Alfa Romeo; director general de Abarth, y del Grupo Fiat. 
Se unió al Grupo Volkswagen en el año 2009 como director de Marketing de la marca Volkswagen y del Grupo Volkswagen, antes de asumir el cargo de responsable de Ventas y Marketing y miembro del Consejo de Audi.
Además, fue nombrado “commendatore” por la Orden al Mérito de la República Italiana y la Universidad de Harvard le dedicó un case study en 2013 por su trabajo en el Grupo Volkswagen como director de Marketing. Luca de Meo es una persona políglota. Habla cinco idiomas (italiano, inglés, francés, alemán y español), ha sido docente titular de la Escuela de Dirección de Empresas SDA Bocconi y es autor del libro Da 0 a 500, Storie vissute, idee e consigli da uno dei manager più dinamici della nuova generazione.
En marzo de 2021, el rey Felipe VI, a propuesta de la ministra de Asuntos Exteriores, Arancha González Laya, le concedió la Gran Cruz de la Orden de Isabel la Católica.
El 15 de junio de 2025, la prensa anuncia que dejará Renault para asumir la dirección del grupo Kering.